# Johann Baptist Raunacher
 (novembre 2018).
Si vous disposez d'ouvrages ou d'articles de référence ou si vous connaissez des sites web de qualité traitant du thème abordé ici, merci de compléter l'article en donnant les références utiles à sa vérifiabilité et en les liant à la section « Notes et références ».

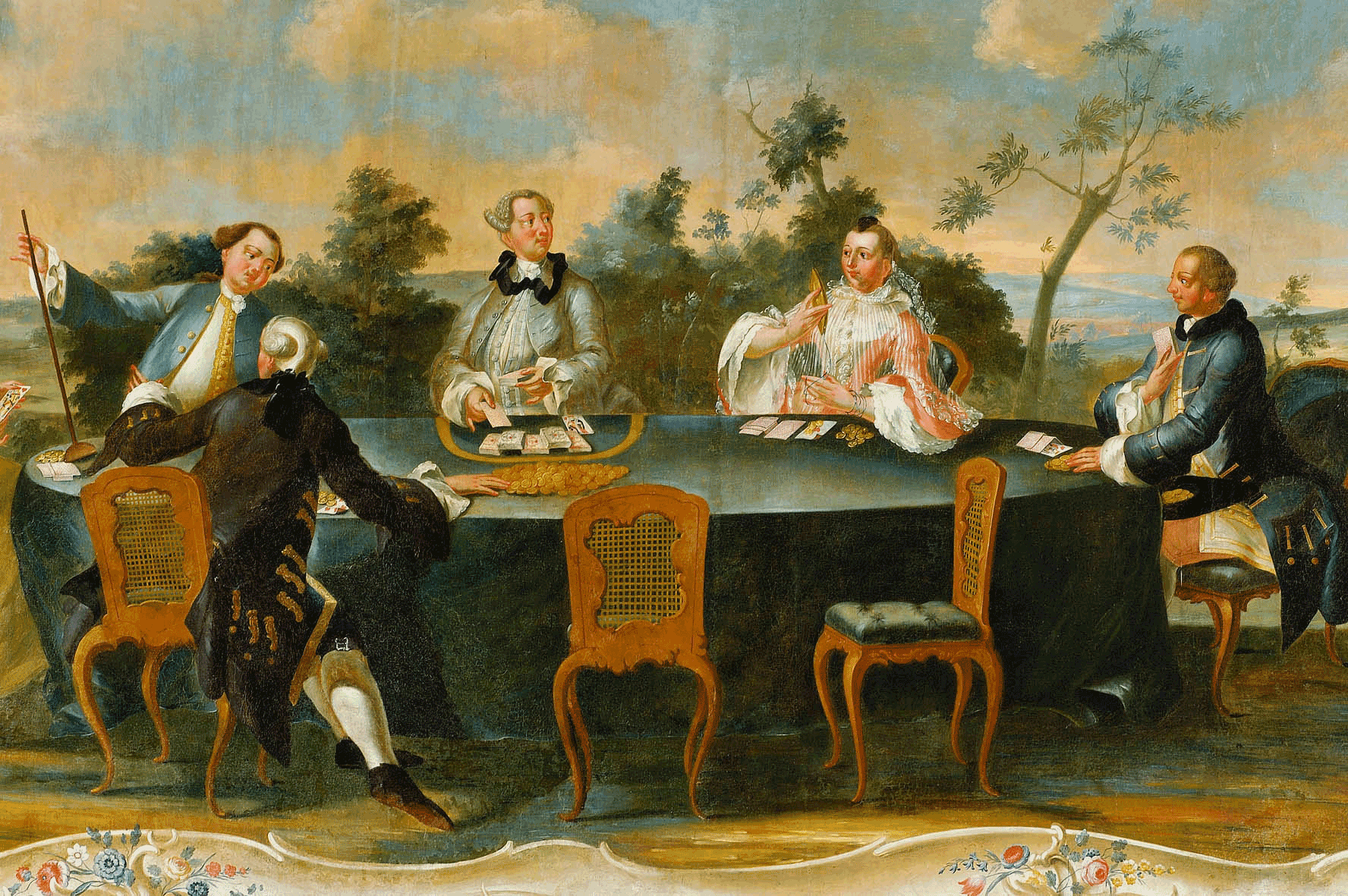
Joueurs de Pharaon, peinture murale du château d'Eggenberg à Graz.

Johann Baptist Anton Raunacher (1729-1771) est un peintre autrichien. 

## Biographie
Johann Baptist Raunacher est né à Graz. Il est le fils de Johann Baptist Jakob Raunacher. Il étudie en 1751-1752 à l'Académie de Vienne. Il succède à son père comme « peintre de la Cour » en 1757.

## Œuvre
- Cinq chambres du Château d'Eggenberg, dites de Raunacher, sont décorées par des peintures murales de Johann Baptist Raunacher, réalisées entre 1757 et 1763[2].
- Confidences, 80 × 63 cm